# Table des caractères Unicode/U30A0
Cette page contient des caractères spéciaux ou non latins. S’ils s’affichent mal (▯, ?, etc.), consultez la page d’aide Unicode.
Table des caractères Unicode U+30A0 à U+30FF.

## Katakana
Syllabes (voyelles indépendantes, consonnes-voyelles, diphtongues) de l’écriture japonaise katakana (carrée). Contient également les signes de double-tiret et de sonprolongé, partagées entre les écritures hiragana et katakana. Signe de ponctuation katakana point médian. Marques d’itération katakana (simple ou voisée), et digraphe katakana koto.

### Table des caractères
| en fr  | 0  | 1  | 2  | 3  | 4  | 5  | 6  | 7  | 8  | 9  | A  | B  | C  | D  | E  | F  |
| U+30A0 | ゠ | ァ | ア | ィ | イ | ゥ | ウ | ェ | エ | ォ | オ | カ | ガ | キ | ギ | ク |
| U+30B0 | グ | ケ | ゲ | コ | ゴ | サ | ザ | シ | ジ | ス | ズ | セ | ゼ | ソ | ゾ | タ |
| U+30C0 | ダ | チ | ヂ | ッ | ツ | ヅ | テ | デ | ト | ド | ナ | ニ | ヌ | ネ | ノ | ハ |
| U+30D0 | バ | パ | ヒ | ビ | ピ | フ | ブ | プ | ヘ | ベ | ペ | ホ | ボ | ポ | マ | ミ |
| U+30E0 | ム | メ | モ | ャ | ヤ | ュ | ユ | ョ | ヨ | ラ | リ | ル | レ | ロ | ヮ | ワ |
| U+30F0 | ヰ | ヱ | ヲ | ン | ヴ | ヵ | ヶ | ヷ | ヸ | ヹ | ヺ | ・ | ー | ヽ | ヾ | ヿ |
| ------ | -- | -- | -- | -- | -- | -- | -- | -- | -- | -- | -- | -- | -- | -- | -- | -- |